# طمبويرة
الطمبويرة (الاسم العلمي:†Tamboeria) هي جنس منقرضة من الزواحف تتبع فصيلة الزحافات الجروية من أصنوفة وحشيات الوجه.